# Kalmosaari (ö i Kannonkoski)
Kalmosaari är en liten en ö i Finland. Ordet kalmosaari hänvisar antagligen att ön har varit begravningsplats. Ön ligger i sjön Pudasjärvi och Syväjärvi och i kommunen Kannonkoski i Pudasjärvisjön i den ekonomiska regionen  Saarijärvi-Viitasaari och landskapet Mellersta Finland, i den centrala delen av landet, 300 km norr om huvudstaden Helsingfors. Öns area är 0,8 hektar och dess största längd är 250 meter i nord-sydlig riktning.